# Gießgraben (Schutter)
Der Gießgraben ist ein rechter Zufluss der jungen Schutter in Oberbayern unterhalb von Wellheim im Landkreis Eichstätt gerade eben jenseits der Gemeindegrenze von Rennertshofen.

## Geographie

### Verlauf
Die höchste, nicht beständig schüttende Quelle des Gießgrabens liegt auf etwa 520 m ü. NN neben der Eichstätter Kreisstraße 5, etwa 600 m nordöstlich des Ortsrandes von Gammersfeld. Von hier zieht das Gewässer in östlichem Lauf bald durch eine Waldklinge in der südlichen Frankenalb und erreicht nach etwa 2 km die Talebene des darin eingegrabenen Wellheimer Trockentals, ab wo er als Auengraben eng zwischen der Schutter im Norden und der Staatsstraße 2047 im Süden noch einmal so lange weiterläuft. Auf Höhe von Wellheim-Espenlohe zieht er dabei an einem Torfstich vorbei, der heute Naturdenkmal ist. Danach mündet er nach insgesamt etwa 4,2 km Lauf, gerade eben auf Rennertshofener Gemarkung gewechselt, vor der dortigen Feldmühle von rechts in die Schutter. 